# 高瀬毅
高瀬 毅（たかせ つよし、1955年1月18日 - ）は、日本のジャーナリスト、ノンフィクション作家、ラジオパーソナリティ。

## 来歴
長崎県長崎市出身。被爆二世
。高校は、カトリック系の南山高校。明治大学政治経済学部を卒業後、ニッポン放送に入社。報道、編成、制作各部で活動したのち、情報センター出版局編集者を経てジャーナリストとなり現在に至る。日本文藝家協会会員。YouTube番組であるデモクラシータイムスにて司会を務める。
1982年、ラジオドキュメンタリー「通り魔の恐怖」で日本民間放送連盟賞最優秀賞。放送文化基金賞奨励賞。2009年には、『ナガサキ 消えたもう一つの「原爆ドーム」』で「平和・協同ジャーナリスト基金賞奨励賞」受賞。

## 著書

### 単著
- 『この国で老いる覚悟』（ダイヤモンド社、1994年）
- 『高齢者協同組合はなにをめざすのか』（人間シリーズ シーアンドシー出版、1996年）
- 『東京コンフィデンシャル いままで語られなかった、都市の光と影』（枻出版社、2003年）
- 『「読み」「書き」「計算」で脳がよみがえる 高齢者がいきいき学ぶ、老人介護施設「永寿園」の挑戦』（くもん出版、2004年）
- 高瀬毅『ナガサキ 消えたもう一つの「原爆ドーム」』平凡社、2009年7月11日。ISBN 978-4-582-82453-7。
- 高瀬毅『ナガサキ 消えたもう一つの「原爆ドーム」』文藝春秋〈文春文庫〉、2013年7月10日。ISBN 978-4167838683。
- 『本の声を聴け ブックディレクター幅允孝の仕事』（文藝春秋、2013年）
- 『ブラボー 隠されたビキニ水爆実験の真実』（平凡社、2014年）
- 『今里廣記』長崎偉人伝　（長崎文献社、2025年）
- 『「ナガサキ」を生きる　─　原爆と向き合う人生』（亜紀書房　2025年）

ニッポンの正体シリーズ
- 高瀬毅、白井聡『ニッポンの正体 漂流を続ける日本の未来を考える』河出書房新社、2023年4月。ISBN 978-4309231280。
- 高瀬毅、白井聡『ニッポンの正体2024 新しい帝国戦争の時代』河出書房新社、2024年2月。ISBN 978-4309231471。
- 高瀬毅、白井聡『ニッポンの正体 漂流する戦後史』河出書房新社〈河出文庫〉、2024年5月。ISBN 978-4309421032。
- 高瀬毅、白井聡『ニッポンの正体2025 世界の二極化と戦争の時代』河出書房新社、2025年2月。ISBN 978-4309229560。

## 寄稿
- AERA 現代の肖像、ルポ
- 週刊朝日 ノンフィクション劇場連載
- 「世界」（岩波書店）
- 月刊「潮」
- GALAC（放送批評）
- 日経ヘルス 介護問題連載
- 日経ビジネス別冊
- エコノミスト（毎日新聞社）
- ダイヤモンド・エグゼクティブ
- 長崎新聞コラム「うず潮」
- 週刊金曜日
- Yahoo!ニュース「特集」
- GQ JAPAN
- WEBRONZA（朝日新聞社）
- 「こころ」（平凡社・総合文芸誌）

## 出演
- Jam the WORLD（J-WAVE、金曜担当ニュースアンカー、木曜ナビゲーター）
- ニッポン放送「上柳昌彦のごごばん」コメンテーター
- NHK・BS「週刊ブックレビュー」書評担当
- テレビ朝日「やじうまプラス」コメンテーター
- テレビ朝日「ワイド!スクランブル」レポーター
- 文化放送「走れ! やじうまン!!」レポーター
- 文化放送「えのきどいちろう意気揚々」コメンテーター
- 文化放送「チャレンジ!梶原放送局」木曜コメンテーター
- 長崎放送ラジオ「塚田恵子のシャキッとモーニング」コメンテーター
- 長崎放送ラジオ「モーニング・サプリ」コメンテーター
- 長崎放送ラジオ「あさカラ」コメンテーター
- 長崎放送テレビ「アップルトゥディ」コメンテーター
- ウェブ番組「デモクラTV」コメンテーター、キャスター
- ウェブ番組「デモクラシータイムス」キャスター、コメンテーター
- ウェブ番組「ポリタスTV」ゲスト

## 審査委員
- 放送批評懇談会・ギャラクシー賞ラジオ選奨委員（兼・出版編集委員）
- 文化庁芸術祭テレビドキュメンタリー部門審査委員
- 文化庁芸術祭ラジオ部門審査委員
- 日本民間放送連盟賞ラジオ番組地区審査選考委員

## 大学講師実績
- 秋草学園短期大学
- 実践女子短期大学
- 長崎大学教育学部
- 文教大学情報学部